# Kitemark
Kitemark é a marca ou logotipo exibido pelas organizações que produzem bens ou distribuem serviços e que estão conforme os standards específicos da British Standards Institution. É muitas vezes exibido nos próprios produtos.